# Итапоа
Итапоа (порт. Itapoá)  —  муниципалитет в Бразилии, входит в штат Санта-Катарина. Составная часть мезорегиона Север штата Санта-Катарина. Входит в экономико-статистический  микрорегион Жоинвилли. Население составляет 12 410 человек на 2006 год. Занимает площадь 257,158 км². Плотность населения — 48,3 чел./км².

## История
Город основан 26 апреля 1989 года.

## Статистика
- Валовой внутренний продукт на 2003 составляет 49.915.460,00 реалов (данные: Бразильский институт географии и статистики).
- Валовой внутренний продукт на душу населения на 2003 составляет 4.633,39 реалов (данные: Бразильский институт географии и статистики).
- Индекс развития человеческого потенциала на 2000 составляет 0,793 (данные: Программа развития ООН).